# Auernheim (Treuchtlingen)

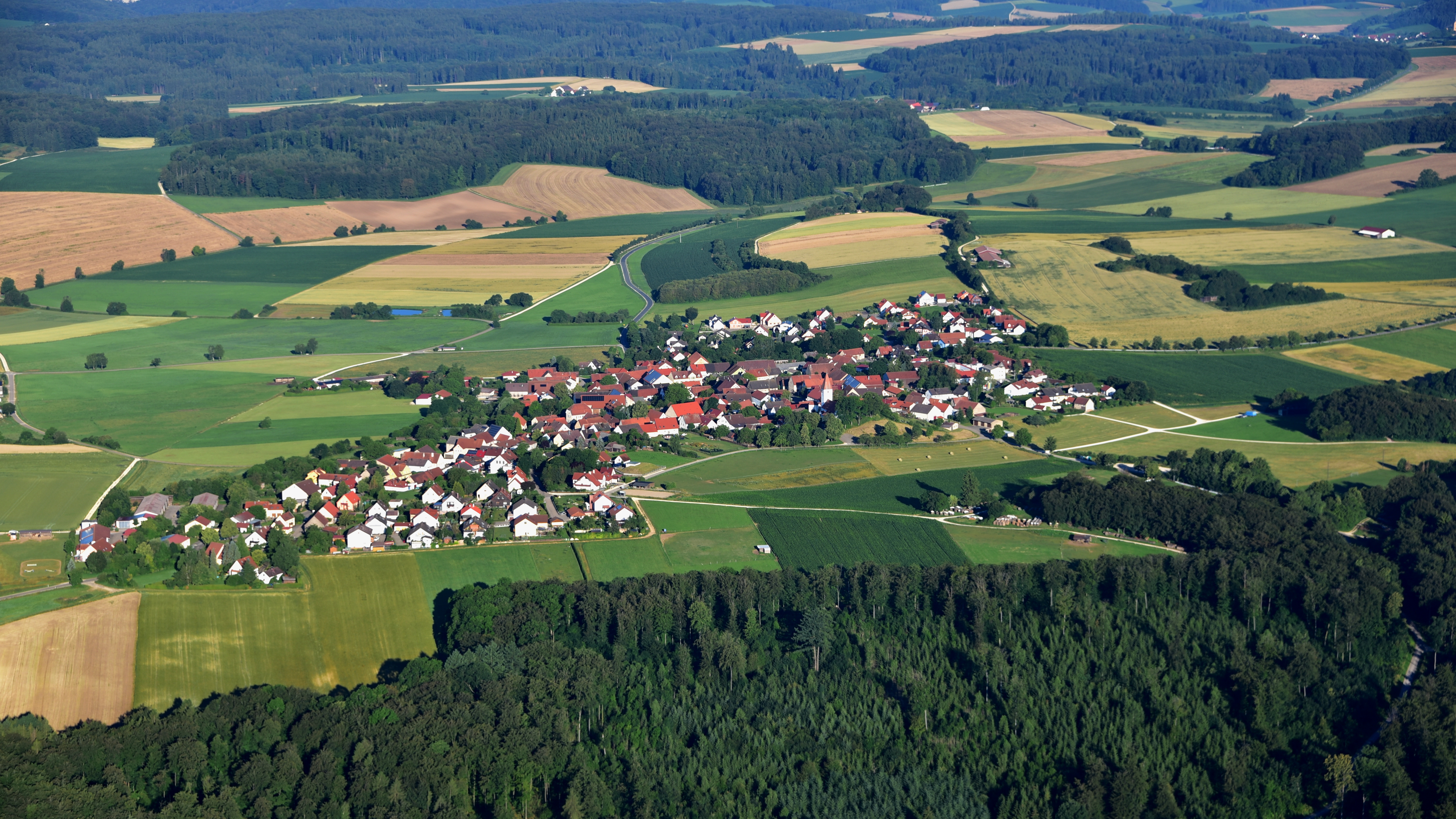
Auernheim, Luftaufnahme (2016)

Auernheim (ostfränkisch: Aana) ist ein Gemeindeteil der Stadt Treuchtlingen im Landkreis Weißenburg-Gunzenhausen (Mittelfranken, Bayern). Die Gemarkung Auernheim hat eine Fläche von 17,349 km². Sie ist in 1520 Flurstücke aufgeteilt, die eine durchschnittliche Flurstücksfläche von 11413,68 m² haben. In ihr liegen neben dem namensgebenden Ort die Gemeindeteile Freihardt, Hagenhof, Schlittenhart, Siebeneichhöfe und Wieshof.
Auernheim ist der höchstgelegene Ort Mittelfrankens. Von dem auf 634 m ü. NHN gelegenen Kirchberg aus hat man an Föhntagen einen Ausblick bis zu den Alpen.

## Lage
Das Haufendorf liegt acht Kilometer westlich von Treuchtlingen auf dem Kamm des Hahnenkamms in der Südlichen Frankenalb. Durch Auernheim führt die Staatsstraße 2216 von Oettingen nach Treuchtlingen.

## Geschichte
Die Entstehung wird im 6. bis 8. Jahrhundert angenommen, erstmals urkundlich erwähnt wurde der Ort 1057 oder 1073 als „Urenheim“ anlässlich einer Kirchenweihe durch den Eichstätter Bischof Gundekar II. Der Ortsname bedeutet entweder „zum Heim eines Uro“ oder er stammt von dem Begriff Ur für Auerochse, was bedeuten würde, dass schon in vorrömischer Zeit Rinderzucht betrieben wurde.
Mit dem Aufkommen eines Ortsadelsgeschlechtes verlor das ehemalige Freibauerndorf 1253 seine Dorffreiheit.
Im Dreißigjährigen Krieg wurde das Dorf 1633 von den Schweden geplündert. Im Zusammenhang mit der Schlacht bei Nördlingen im Jahr 1634 starben 75 Dorfbewohner. Erst die Ansiedelung von mehr als 100 Glaubensflüchtlingen durch Albrecht II., Markgraf von Ansbach, brachte wieder Leben in das Dorf.
Die aus der hohen Lage resultierende Wassernot wurde 1951 durch den Bau einer Wasserleitung beseitigt. 
Auernheim war eine selbstständige Gemeinde im Landkreis Gunzenhausen mit den Gemeindeteilen Auernheim, Freihardt, Hagenhof, Schlittenhart und Wieshof. Sie hatte 1961 eine Fläche von etwa 1608 Hektar und insgesamt 615 Einwohner, davon 511 im Pfarrdorf Auernheim. Am 1. Juli 1972 wurde sie im Zuge der Gemeindegebietsreform nach Treuchtlingen eingegliedert.

## Heute
Die Auernheimer Pfarrkirche St. Georg ist zusammen mit dem Friedhof als Wehrkirche angelegt.
Die ehemals zahlreich vorhandenen landwirtschaftlichen Betriebe wurden mittlerweile ganz oder teilweise aufgegeben, viele Berufstätige arbeiten in den ortsansässigen Betrieben oder pendeln nach Treuchtlingen.
Die relative Abgeschiedenheit Auernheims bis ins 20. Jahrhundert hat dazu geführt, dass sich mundartliche Besonderheiten herausgebildet, die dem schwäbischen sehr ähnlich ist und bis heute erhalten haben. Sie bilden in der fränkischen Sprachumgebung, speziell dem Altmühl-Rezat-Raum, mit vielen Ausdrücken und ihren Bedeutungen eine Sprachinsel, die der Heimatforscher Arthur Rosenbauer aus Treuchtlingen erforscht hat.